# 熊野神社 (小牧市岩崎)

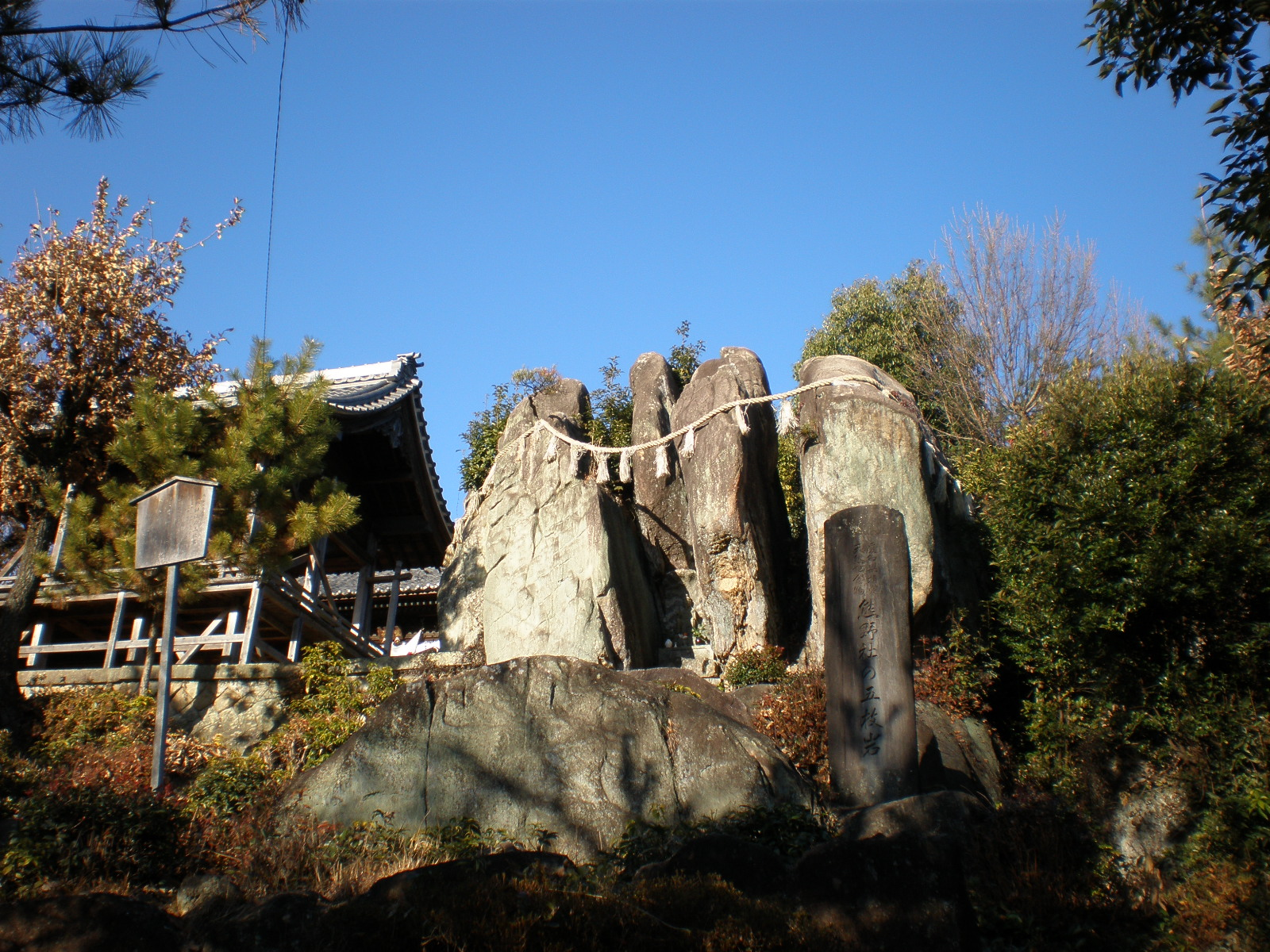
五枚岩

熊野神社（くまのじんじゃ）は、愛知県小牧市岩崎にある神社。岩崎山の中腹にあり、境内にある五枚岩が有名。また天正12年（1584年）の小牧・長久手の戦いの折りには、秀吉方が同神社境内に砦（岩崎山砦）を築いたと言われている。

## 歴史
- 天正12年（1584年） - 小牧・長久手の戦いで砦が築かれる。
- 昭和35年（1960年）6月2日 - 五枚岩が県の天然記念物となる[1]。

## 所在地
愛知県小牧市大字岩崎1337

## 交通手段
※「岩崎山 (愛知県)#交通手段」参照